# Cyphostemma meyeri-johannis
Cyphostemma meyeri-johannis là một loài thực vật hai lá mầm trong họ Nho. Loài này được (Gilg & M.Brandt) Verdc. miêu tả khoa học đầu tiên năm 1993.